# Ból totalny
Ból totalny (ang. total pain) – wielopłaszczyznowe poczucie bólu doświadczane przez pacjenta w fazie terminalnej (umierającego). Jest jednym z kluczowych terminów filozofii nowoczesnego hospicjum.

## Pojęcie
Termin został wprowadzony przez pionierkę współczesnej opieki paliatywnej, Cecylię Saunders, w 1959. Oznacza wszechogarniające odczuwanie bólu nie tylko fizycznego, ale również związanego z negatywnymi myślami, emocjami i poczuciem wszechwładnego zagrożenia duchowego. Odnosi się do wszystkich wymiarów egzystencji, a więc sfery fizycznej, psychicznej i społecznej. 

## Charakterystyka
Ból całkowity jest bardzo osobistym doświadczeniem, które często trudno złagodzić lub całkowicie uciszyć. Ma związek ze świadomością stale i nieuchronnie pogarszającej się sytuacji i samym procesem umierania. Pacjent wie, że nie ma żadnych szans na zaistnienie poprawy jego stanu, a nawet ma świadomość, że nastąpi jedynie jego pogorszenie, zakończone nieuchronną śmiercią. Problem, przed którym stoi, nie zostanie rozwiązany ani przez niego, ani przez nikogo innego w żadnej perspektywie czasowej. Żadna z nabytych w ciągu życia strategii, ani żadne posiadane zasoby nie wystarczą do wyjścia z sytuacji, w jakiej się znalazł i przezwyciężenia śmierci. 
Opracowania dotyczące opieki paliatywnej jednoznacznie podkreślają, że walka z bólem totalnym i łagodzenie cierpienia duchowego osoby umierającej jest fundamentalnym zadaniem holistycznej opieki i pielęgnacji terminalnej, przy realistycznym założeniu, że nawet najlepszy specjalista nie jest w stanie osiągnąć pełnego zrozumienia przeżyć pacjenta w fazie umierania.

## Inne znaczenie
Według Beaty Winkler, znawczyni zagadnień opieki paliatywnej, ból totalny może być pojęciem charakteryzującym stan rodziców dziecka z rozpoznaną chorobą przewlekłą (nieuleczalną), hospitalizowanego np. w hospicjum.